# Smíšená temná hmota
Smíšená temná hmoty (MDM) byla teorie temné hmoty, která se zdála být slibnou až do pozdních 90 let.
"Smíšená" temná hmota je také nazývána horká + studená temná hmota. Horká temná hmota (HDM) má pouze jednu známou formu neutrina, ale spekulovalo se i o jiných formách. Kosmologicky důležitá temná hmota je, jak se nyní předpokládá čistá studená temná hmota (CDM). Nicméně, v časných 90. letech výkonové spekterum fluktuací v shlukování galaxií nesouhlasilo s předpovědí pro standardní kosmologii založenou na čisté studené temné hmotě. Smíšená temná hmota se složením z 80% ze studené a z 20% z horké temné hmoty (neutrina) byla zkoumána a zjistilo se, že se shoduje s pozorováním lépe. Tento model byl však odsunut jako zastaralý objevem zrychlené expanze vesmíru v roce 1998, což nakonec vedlo k paradigmatu temné energie + temné hmoty uznávanému i v roce 2017.